# Эдисон, Мэтью
Мэттью Эдисон (род. 22 августа 1975, Оттава) — канадский актёр. Известен своими ролями в фильмах «Удачливый сын», «Детали» и «Тайны Ниро Вульфа», а также ролью Кэмерона Коулмана в веб-сериале «Сеть новостей Воут: Семь на 7 с Кэмероном Коулманом», третьем сезоне сериала «Пацаны» и сериале «Поколение „Ви“».

## Биография
Пра-пра-пра-внучатый племянник Томаса Эдисона, Эдисон родился в Оттаве. Он окончил Среднюю школу Кентербери и Студию актёрского мастерства Стеллы Адлер в Нью-Йорк.
Он появлялся в телесериалах «В отеле» и «Тайны Ниро Вульфа», а также в различных телевизионных фильмах.
В 2021 году Эдисон снялся в роли Кэмерона Коулмана в веб-сериале «Сеть новостей Воут: Семь на 7 с Кэмероном Коулманом», действие которого происходит во вселенной «Пацанов», прежде чем повторил роль в третьем сезоне сериала.

## Фильмография
| Год       |    | Русское название                                    | Оригинальное название                                | Роль                        |
| --------- | -- | --------------------------------------------------- | ---------------------------------------------------- | --------------------------- |
| 1993      | с  | Боишься ли ты темноты?                              | Are You Afraid of the Dark?                          | Майк Бакли                  |
| 1999      | тф | Убийство в маленьком городке                        | Murder in a Small Town                               | Альберт Ласситер            |
| 2000      | с  | Энн из Зелёных Мезонинов: Продолжение истории       | Anne of Green Gables: The Continuing Story           | Секретарь посольства        |
| 2000      | с  | Кодовое имя: Вечность                               | Code Name: Eternity                                  | Луи Ниткин                  |
| 2002      | ф  | Трасса 60                                           | Interstate 60: Episodes of The Road                  | Куинси                      |
| 2002      | с  | Тайны Ниро Вульфа                                   | Nero Wolfe                                           | Различные роли              |
| 2003      | тф | На этот раз вокруг                                  | This Time Around                                     | Кевин                       |
| 2005      | тф | Наши отцы                                           | Our Fathers                                          | Билли                       |
| 2005      | тф | Погружение с пирса Клаузена                         | The Dive from Clausen's Pier                         | Саймон Роудс                |
| 2005      | тф | Пробуждение Уолли: История Уолтера Гретцки          | Waking Up Wally: The Walter Gretzky Story            | Ян Колер                    |
| 2006      | с  | В отеле                                             | At the Hotel                                         | Грэм Вольф                  |
| 2006      | с  | Оплачиваемые часы                                   | Billable Hours                                       | Ассистент О'Ригана          |
| 2006      | с  | Трио Искажения Времени                              | Time Warp Trio                                       | Лорд Байрон / Жак           |
| 2008      | тф | Принцесса                                           | Princess                                             | Луи Бакстер                 |
| 2008      | тф | Мёртвый бит                                         | The Dead Beat                                        | Фрэнк Арбус                 |
| 2008      | тф | Сбой                                                | Glitch                                               | Алек                        |
| 2008      | ф  | Вспышка гения                                       | Flash of Genius                                      | Ботанистый студент          |
| 2008      | тф | Об убийстве и памяти                                | Of Murder and Memory                                 | Питер Кахане                |
| 2008      | с  | Домашняя вечеринка                                  | House Party                                          | Даррен                      |
| 2009—2021 | с  | Расследование Мёрдока                               | Murdoch Mysteries                                    | Пол Уилсон                  |
| 2010      | тф | Шпионка Хэрриет: Война блогов                       | Harriet the Spy: Blog Wars                           | Директор                    |
| 2010      | тф | Дикая девушка                                       | The Wild Girl                                        | Толберт «Толли» Филлипс мл. |
| 2010      | тф | Фэрфилд Роуд                                        | Fairfield Road                                       | Эллиот Ларкин               |
| 2011      | с  | Республика Дойл                                     | Republic of Doyle                                    | Мэтью                       |
| 2012      | с  | Дерзкий Лос-Анджелес                                | The L.A. Complex                                     | Инструктор по импровизации  |
| 2012      | с  | В надежде на спасение                               | Saving Hope                                          | доктор Уилсон               |
| 2013      | ф  | Мама                                                | Mama                                                 | Молодой полицейский         |
| 2013      | с  | Кинг и Максвелл                                     | King & Maxwell                                       | Ларри Нидэм                 |
| 2014      | ф  | Грязные синглы                                      | Dirty Singles                                        | Джим                        |
| 2014      | с  | Царство                                             | Reign                                                | Отец Люсьен                 |
| 2015      | с  | Копы-новобранцы                                     | Rookie Blue                                          | Питер Мэлоун                |
| 2015      | ф  | Горение, Горение                                    | Burning, Burning                                     | Джентльмен                  |
| 2016      | с  | Девушка по вызову                                   | The Girlfriend Experience                            | Коллега по работе           |
| 2017      | с  | Спаси меня                                          | Save Me                                              | Ллойд                       |
| 2018      | с  | Детали                                              | The Detail                                           | Джоно Холл                  |
| 2019      | ф  | Школа воровства                                     | Stealing School                                      | Профессор Алан Торнтон      |
| 2020      | с  | Удачливый сын                                       | Fortunate Son                                        | Куинн                       |
| 2020      | с  | Академия Амбрелла                                   | The Umbrella Academy                                 | Папа Джорджа                |
| 2020      | с  | Академия Амбрелла                                   | Grand Army                                           | Великая Армия               |
| 2021      | с  | Хадсон и Рекс                                       | Hudson & Rex                                         | Майкл Хаверман              |
| 2021—2022 | с  | Сеть новостей Воут: Семь на 7 с Кэмероном Коулманом | Vought News Network: Seven on 7 with Cameron Coleman | Кэмерон Коулман             |
| 2022      | с  | Пацаны                                              | The Boys                                             | Кэмерон Коулман             |
| 2023      | с  | Обвиняемый                                          | Accused                                              | Саймон Стречер              |
| 2023      | с  | Поколение «Ви»                                      | Gen V                                                | Кэмерон Коулман             |